# Bruno Pontecorvo
Bruno Pontecorvo (22. srpna 1913 Marina di Pisa – 24. září 1993 Dubna) byl italsko-sovětský jaderný fyzik, jeden z prvních asistentů Enrica Fermiho a autor mnoha studií o částicové fyzice, zejména o neutrinech. Jako přesvědčený komunista emigroval v roce 1950 do Sovětského svazu, kde pokračoval ve výzkumu rozpadu mionu a neutrin. Na jeho památku byla v roce 1995 založena v Rusku Pontecorvova cena.

## Život
Jako čtvrté z osmi dětí z bohaté židovsko-italské rodiny vystudoval fyziku na univerzitě La Sapienza pod vedením Fermiho a stal se nejmladším z "chlapců z Via Panisperna" (I ragazzi di Via Panisperna), skupiny vědců kolem Fermiho. V roce 1934 se zúčastnil Fermiho slavného experimentu ukazujícího vlastnosti pomalých neutronů, který vedl k objevu štěpné jaderné reakce. V roce 1936 se přestěhoval do Paříže, kde prováděl výzkum pod vedením Irène a Frédérica Joliot-Curieových. Pod vlivem svého bratrance, politika a historika Emilia Sereniho, vstoupil do Italské komunistické strany, jejíž vůdci byli v Paříži jako uprchlíci. Rasové zákony italského fašistického režimu z roku 1938 (které Mussolini přijal pod Hitlerovým tlakem) způsobily, že jeho rodinní příslušníci opustili Itálii a odešli do Británie, Francie a Spojených států.
Když se německá armáda během druhé světové války přiblížila k Paříži, Pontecorvo uprchl. Nakonec se dostal do Tulsy v Oklahomě, kde uplatnil své znalosti jaderné fyziky při hledání ropy a nerostů. V roce 1943 se připojil k týmu Montrealské laboratoře v Kanadě (vládní válečný program jaderného výzkumu). Ta se stala později součástí projektu Manhattan, který vyvíjel první jadernou zbraň. Pracoval na návrhu jaderného reaktoru ZEEP, prvního funkčního reaktoru mimo Spojené státy. Zabýval se také kosmickým zářením, rozpadem mionů a tím, co se stalo jeho specialitou, tedy neutriny. V roce 1949 se přestěhoval do Británie, kde pracoval pro Atomic Energy Research Establishment v Harwellu.
Po svém zběhnutí do Sovětského svazu v roce 1950 pracoval ve Spojeném ústavu jaderných výzkumů v Dubně. Navrhl použití chlóru k detekci neutrin. V článku z roku 1959 tvrdil, že elektronové neutrino a mionové neutrino jsou různé částice. Posléze pojmenoval jev známý jako oscilace neutrin, při kterém se elektronová neutrina stávají mionovými neutriny. Existence oscilací byla konečně prokázána neutrinovým detektorem Super-Kamiokande v roce 1998. V roce 1958 také předpověděl, že supernovy budou produkovat intenzivní záblesky neutrin, což bylo potvrzeno v roce 1987 při studiu supernovy SN 1987A.